# Billboard
Billboard (estilizado como billboard) é uma revista estadunidense de música publicada semanalmente pela Penske Media Corporation. A revista fornece paradas musicais, notícias, vídeos, opiniões, resenhas, eventos e estilos relacionados à indústria musical. Suas paradas musicais incluem a Hot 100, 200 e a Global 200. Foi fundada em 1894 e amplamente conhecida por sua cobertura da indústria musical, incluindo gráficos e análises de desempenho de músicas e álbuns. Com sede em Nova York, Billboard também se consolidou como um dos veículos mais respeitados para análises e tendências da música, com foco em diversos gêneros, artistas, e inovações do setor. Ao longo das décadas, a revista expandiu seu conteúdo para incluir informações sobre cinema, televisão, tecnologia e cultura pop, consolidando-se como uma autoridade em entretenimento. 

## Fundação
A revista Billboard foi fundada em Cincinnati, Ohio, em 1º de novembro de 1894, por William H. Donaldson e James Hennegan. No início, a publicação era voltada principalmente para anunciantes de outdoors (billboards), daí o nome "Billboard". Durante as primeiras décadas, a revista cobriu entretenimento ao ar livre, como feiras e exposições, e seu foco era voltado para anúncios publicitários.
Com o avanço das tecnologias e a popularização dos discos de música no século XX, Billboard começou a direcionar-se para o mercado musical, criando as primeiras listas de popularidade de músicas e álbuns. A partir de 1936, Billboard começou a publicar gráficos semanais, organizados de acordo com as vendas de discos e transmissões em rádios.

## Billboard Hot 100 e Billboard Hot 200
As listas de paradas musicais, também conhecidas como "charts", são uma das características mais importantes da Billboard. Elas organizam as músicas e álbuns mais populares em várias categorias, baseando-se em dados de vendas, execuções em rádio e, mais recentemente, em streaming. Entre os principais gráficos da revista estão:
- Billboard Hot 100: Lançada em 1958, essa é a parada de singles mais conhecida da revista. Ela mede a popularidade de músicas nos Estados Unidos, levando em conta as vendas físicas, o streaming e o airplay em rádios.
- Billboard 200: Essa parada classifica os 200 álbuns e EPs mais vendidos nos Estados Unidos semanalmente. Ela reflete o sucesso geral dos álbuns, incluindo vendas digitais e físicas.

Além dessas paradas, a revista publica gráficos específicos para gêneros como pop, R&B/hip-hop, rock, country, dance/electrônica e música latina, oferecendo uma visão detalhada sobre o desempenho de músicas e álbuns em cada estilo musical.

## Expansão Digital e Multimídia
Com o surgimento da internet e das plataformas digitais, Billboard passou por grandes transformações. O site oficial, lançado nos anos 90, rapidamente se tornou uma fonte popular de informações sobre música, oferecendo atualizações diárias sobre os gráficos, notícias e análises da indústria. A revista expandiu para canais em redes sociais e plataformas de vídeo, além de eventos como o Billboard Music Awards e o Billboard Women in Music, que homenageiam talentos e realizadores da indústria.
Em 2015, a Billboard adotou dados de streaming e downloads digitais em seus rankings, refletindo as mudanças nas maneiras como o público consome música. A partir de então, plataformas de streaming como Spotify, Apple Music e YouTube passaram a impactar as colocações nas paradas musicais.

## Impacto e Legado
A Billboard exerce uma grande influência sobre a indústria da música. Suas paradas de sucesso são amplamente utilizadas como referência para medir o sucesso comercial de artistas, músicas e álbuns. A posição nos gráficos Billboard é um símbolo de reconhecimento e validação, sendo frequentemente citada em campanhas de marketing, premiações e eventos de lançamentos.
Além de sua função informativa, a Billboard também é conhecida por suas coberturas investigativas sobre temas como direitos autorais, streaming, e mudanças na indústria musical, tornando-se uma referência essencial para profissionais do setor.
Ao longo de mais de um século, a Billboard se consolidou como uma das principais publicações da indústria musical e do entretenimento. Com suas paradas musicais reconhecidas mundialmente e uma abordagem inovadora sobre tendências, a revista continua a desempenhar um papel vital na análise e celebração do cenário musical, além de influenciar o modo como a música é consumida e interpretada pela sociedade.

## Premiações e Eventos
A Billboard organiza várias premiações e eventos de destaque, como:
- Billboard Music Awards: Criada em 1990, essa premiação reconhece o desempenho comercial dos artistas, com base nas paradas da própria revista.
- Billboard Women in Music: Iniciada em 2007, essa cerimônia celebra as mulheres que se destacaram na indústria da música, promovendo a igualdade e a representatividade.
- Billboard Latin Music Awards: Voltada ao mercado latino, esta premiação celebra os artistas de música latina e reflete o crescimento desse segmento na indústria global.

## Artistas Notórios que Ajudaram a Promover a Revista Pelo Mundo
Ao longo de sua história, a Billboard manteve uma relação simbiótica com artistas de diferentes gêneros e épocas. Suas paradas de sucesso serviram como medida de popularidade e sucesso comercial, enquanto muitos artistas, por sua vez, ajudaram a elevar a visibilidade da revista, consolidando sua reputação global. Abaixo, destacam-se alguns dos artistas que mais contribuíram para promover a Billboard e fortalecer sua posição como referência na indústria musical:

### Bing Crosby
Antes do fenômeno de Elvis Presley, Bing Crosby foi um dos artistas que mais contribuíram para o sucesso inicial da Billboard. Na era anterior ao rock, nos anos 1930 e 1940, Crosby era um dos cantores mais populares do mundo, famoso por suas interpretações no jazz e nas big bands. Sucessos como “White Christmas” – que ainda hoje é uma das músicas mais vendidas de todos os tempos – e “Swinging on a Star” dominaram as paradas da Billboard durante a Segunda Guerra Mundial, ajudando a revista a solidificar-se como uma autoridade musical durante a era de ouro do rádio.
Crosby foi um dos primeiros artistas a se beneficiar das paradas de sucesso da Billboard quando a revista começou a ranquear músicas com base em vendas e execuções nas rádios. Sua presença consistente nas paradas ao longo dos anos não só ajudou a Billboard a alcançar uma audiência mais ampla, mas também contribuiu para a definição das primeiras bases dos rankings musicais, consolidando a importância da revista no monitoramento do sucesso popular.

### Elvis Presley
Conhecido como o "Rei do Rock", Elvis Presley teve um papel crucial na popularização das paradas da Billboard durante os anos 1950 e 1960. Com sucessos como “Heartbreak Hotel”, “Hound Dog” e “Jailhouse Rock”, Elvis rapidamente se tornou uma das maiores forças nas paradas da revista, ajudando a solidificar a música rock como um fenômeno cultural nos Estados Unidos e no mundo. Entre 1956 e 1957, ele conseguiu vários singles consecutivos no topo do Billboard Hot 100, o que consolidou seu status como ícone cultural e a Billboard como autoridade para medir o sucesso na música.
Elvis quebrou diversos recordes ao longo de sua carreira, incluindo o maior número de singles no Top 10 do Billboard Hot 100 entre artistas masculinos, uma marca que permaneceu por décadas. Seu impacto na Billboard ajudou a revista a alcançar novos públicos, em uma época em que o rock ainda estava se tornando parte dominante do mainstream. A visibilidade de Elvis nas paradas foi determinante para transformar a Billboard em uma ferramenta confiável para medir o impacto da cultura pop.

### The Beatles
Nos anos 1960, a Billboard viu sua popularidade disparar em grande parte devido ao fenômeno da "Beatlemania". Os Beatles se destacaram ao dominar as paradas de sucesso da revista com hits como “Hey Jude”, “Let It Be” e “Yesterday”. Em abril de 1964, a banda britânica conseguiu o feito histórico de ocupar as cinco primeiras posições do Billboard Hot 100 simultaneamente, um recorde inigualável até hoje. Esse momento colocou a Billboard em evidência, tornando-a a principal fonte de informação sobre o sucesso dos Beatles nos Estados Unidos.

### Michael Jackson
Conhecido como o "Rei do Pop", Michael Jackson teve uma relação duradoura e significativa com a Billboard. Desde o álbum Off the Wall (1979), Jackson foi escalando as paradas com uma série de hits que se mantiveram por semanas, e seu icônico álbum Thriller (1982) permanece um dos maiores sucessos na história do Billboard 200. Michael também quebrou recordes no Hot 100 com músicas como “Billie Jean” e “Beat It”, o que ajudou a estabelecer a revista como um barômetro de sucesso artístico. Suas colaborações com a Billboard renderam a Jackson uma série de premiações na revista, intensificando a popularidade da publicação.

## História
Foi fundada em 1894.  Com foco inicial no mercado publicitário, passou a tratar apenas de música a partir da década de 1950. Mantém vários rankings reconhecidos internacionalmente que classificam canções e álbuns populares em várias categorias e estilos. Seu ranking mais conhecido, o Hot 100, mostra os 100 singles mais vendidos e tocados nas rádios e é frequentemente usado nos Estados Unidos como a principal forma de medir a popularidade dos artistas, bem como de uma canção. O Top 200 é o ranking correspondente aos álbuns mais vendidos. Em 4 de janeiro de 1936 a Billboard publicou o seu primeiro ranking musical, e em 20 de julho de 1940 publicou sua primeira lista de popularidade musical (Music Popularity Chart). 
Anualmente, a revista entrega o Billboard Music Awards (BMA), um prêmio que honra os artistas e as canções mais populares do ano. Os BMA's são entregues com base nos rankings de final de ano, que mostram quais foram as canções mais populares de cada ano. A Billboard é considerada a principal parada musical do mundo da música. A versão brasileira da revista foi lançada pela BPP Promoções e Publicações em outubro de 2009.

## Paradas musicais
As paradas da tabulam a relativa popularidade semanal de canções e álbuns nos Estados Unidos e em outros lugares. Os resultados são publicados na revista Billboard. A Billboard.biz, a extensão online das paradas da Billboard, fornece paradas semanais adicionais, bem como paradas de fim de ano. As paradas podem ser dedicadas a um gênero específico, como R&B, country ou rock, ou podem abranger todos os gêneros. As paradas podem ser classificadas de acordo com vendas, streams ou airplay, e para as principais paradas de canções, como a Hot 100, todos os três dados são usados para compilar as paradas. Para a parada de álbuns da Billboard 200, streams e vendas de faixas estão incluídas, além das vendas de álbuns.
As paradas semanais de vendas e streams são monitorados em um ciclo de sexta a quinta-feira desde julho de 2015; anteriormente era em um ciclo de segunda a domingo. As paradas de rádio, no entanto, seguem o ciclo de segunda a domingo (anteriormente de quarta a terça).

### História, métodos e descrição
A revista Billboard publicou sua primeira parada musical em 4 de janeiro de 1936. A primeira Classificação de Popularidade Musical foi medida em julho de 1940. Em seguida, surgiram vária outras paradas musicais, que foram consolidadas no Hot 100 em meados de 1958. Atualmente, o Hot 100 combina vendas de singles, transmissão de rádio, downloads digitais e atividade de streaming (incluindo dados do YouTube e outros sites de vídeo). Desde então, o Billboard 200 que monitora os álbuns mais vendidos, tornou-se mais popular como um indicador de sucesso comercial . Mais recentemente, streams de plataformas de vídeo (como o YouTube e Spotify, por exemplo), farão parte da contabilização. Outras plataformas também entram na contagem, incluindo Apple Music e Tidal. Os rankings de músicas e álbuns são feitos com base nos dados fornecidos pela Nielsen SoundScan. Todos os gráficos da Billboard usam essa fórmula básica:  
- Os veículos de transmissão e lojas em que se encontram as faixas definem a separação das categorias dos gráficos;
- Cada gênero musical tem um público principal ou um grupo de varejo. O departamento de cada gênero da Billboard é liderado por um gerente de gráficos, que faz essas determinações.

## Recordes
Atualizado em: 3 de março de 2023
- Oz dez artistas com mais músicas #1 no Top 100

| Posição | Artista/Banda   | Singles | Referências |
| ------- | --------------- | ------- | ----------- |
| 1       | The Beatles     | 20      | [ 18 ]      |
| 2       | Mariah Carey    | 19      | [ 18 ]      |
| 3       | Rihanna         | 14      | [ 18 ]      |
| 4       | Michael Jackson | 13      | [ 18 ]      |
| 5       | Madonna         | 12      | [ 18 ]      |
| 6       | Stevie Wonder   | 10      | [ 18 ]      |
| 6       | Janet Jackson   | 10      | [ 18 ]      |
| 6       | Whitney Houston | 10      | [ 18 ]      |
| 7       | Elton John      | 9       | [ 18 ]      |
| 8       | Elvis Presley   | 7       | [ 18 ]      |

- Os dez artistas com mais músicas no top 10

| Posição | Artista/Banda   | Singles | Referências |
| ------- | --------------- | ------- | ----------- |
| 1       | Drake           | 55      | [ 19 ]      |
| 2       | Madonna         | 38      | [ 19 ]      |
| 3       | The Beatles     | 34      | [ 19 ]      |
| 4       | Rihanna         | 31      | [ 19 ]      |
| 5       | Taylor Swift    | 30      | [ 19 ]      |
| 5       | Michael Jackson | 30      | [ 19 ]      |
| 6       | Mariah Carey    | 28      | [ 19 ]      |
| 6       | Elton John      | 28      | [ 19 ]      |
| 6       | Stevie Wonder   | 28      | [ 19 ]      |
| 7       | Janet Jackson   | 27      | [ 19 ]      |

- Os artistas com mais músicas no top 10 em quatro décadas ou mais

| Posição | Artista/Banda    | Singles | Décadas                      | Referências |
| ------- | ---------------- | ------- | ---------------------------- | ----------- |
| 1       | Madonna          | 38      | '80s, '90s, '00s, '10s       | [ 20 ]      |
| 2       | Michael Jackson  | 30      | '70s, '80s, '90s, '00s, 10s  | [ 20 ]      |
| 3       | Elton John       | 29      | '70s, '80s, '90s, '20s       | [ 20 ]      |
| 4       | Mariah Carey     | 28      | '90s, '00s, '10s, '20s       | [ 20 ]      |
| 5       | Whitney Houston  | 23      | '80s, '90s, '00s, '10s       | [ 20 ]      |
| 6       | Jay-Z            | 22      | '90s, '00s, '10s, '20s       | [ 20 ]      |
| 7       | Britney Spears   | 14      | '90s, '00s, '10s, '20s       | [ 20 ]      |
| 8       | Snoop Dogg       | 12      | '90s, '00s, '10s, '20s       | [ 20 ]      |
| 8       | Cher             | 12      | '60s, '70s, '80s, '90s       | [ 20 ]      |
| 8       | Barbra Streisand | 12      | '60s, '70s, '80s, '90s       | [ 20 ]      |
| 9       | Aerosmith        | 8       | '70s, '80s, '90s, '00s       | [ 20 ]      |
| 10      | Andy Williams    | 5       | '50s, '60s, '70s, '10s, '20s | [ 20 ]      |

### Legenda das tabelas
|  | Artistas femininos  |
|  | Artistas masculinos |
|  | Bandas              |

## Capas da Billboard

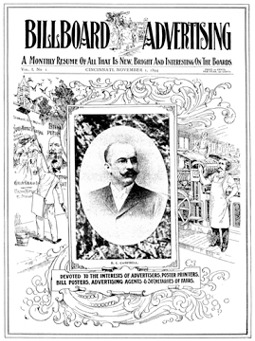
Primeira Edição
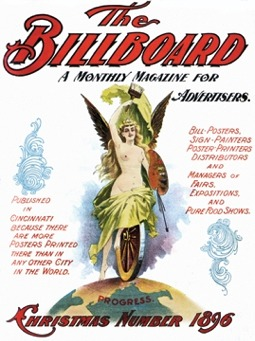
Edição de Natal em 1896
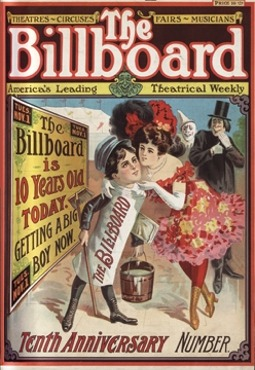
10º aniversário

### Adicional
- Battistini, Pete. "American Top 40 com Casey Kasem The 1970s". Authorhouse.com, 31 de janeiro de 2005. ISBN 1-4184-1070-5
- «Making Sense with the Hit Parade». Popular Music. 10: 205–17. 1991. doi:10.1017/s0261143000004517
- «Counting Down to the Number One:Evolution of the Meaning of Popular Music Charts». Popular Music. 17: 98–111. 1998. doi:10.1017/s0261143000000507
- «About Us». Nielsen Business Media Inc. 2009
- «Billboard.com FAQ». Nielsen Business Media Inc. 2009
- «Billboard Latest Charts Lyrics». MetroLyrics